# Нью-Палестін (Індіана)
Нью-Палестін (англ. New Palestine) — місто (англ. town) в США, в окрузі Генкок штату Індіана. Населення — 2744 особи (2020).

## Географія
Нью-Палестін розташований за координатами 39°43′32″ пн. ш. 85°53′27″ зх. д. / 39.72556° пн. ш. 85.89083° зх. д. (39.725418, -85.890751).  За даними Бюро перепису населення США в 2010 році місто мало площу 2,84 км², з яких 2,83 км² — суходіл та 0,01 км² — водойми. В 2017 році площа становила 4,51 км², з яких 4,50 км² — суходіл та 0,01 км² — водойми.

## Демографія
Згідно з переписом 2010 року, у місті мешкало 2055 осіб у 779 домогосподарствах у складі 587 родин. Густота населення становила 723 особи/км².  Було 825 помешкань (290/км²).
Расовий склад населення:
| - 97,8 % — білих - 0,6 % — азіатів - 0,2 % — корінних американців |

До двох чи більше рас належало 1,2 %. Частка іспаномовних становила 1,0 % від усіх жителів.
За віковим діапазоном населення розподілялося таким чином: 28,9 % — особи молодші 18 років, 58,6 % — особи у віці 18—64 років, 12,5 % — особи у віці 65 років та старші. Медіана віку мешканця становила 37,2 року. На 100 осіб жіночої статі у місті припадало 99,3 чоловіків;  на 100 жінок у віці від 18 років та старших — 89,4 чоловіків також старших 18 років.
Середній дохід на одне домашнє господарство  становив 77 578 доларів США (медіана — 65 947), а середній дохід на одну сім'ю — 92 085 доларів (медіана — 75 563). Медіана доходів становила 59 485 доларів для чоловіків та 40 568 доларів для жінок. За межею бідності перебувало 6,9 % осіб, у тому числі 4,6 % дітей у віці до 18 років та 1,9 % осіб у віці 65 років та старших.
Цивільне працевлаштоване населення становило 1053 особи. Основні галузі зайнятості: освіта, охорона здоров'я та соціальна допомога — 22,1 %, виробництво — 12,8 %, роздрібна торгівля — 12,7 %.